# 루쿨리아속
루쿨리아속(luculia屬, 학명: Luculia 루쿨리아[*])은 꼭두서니과의 단형 족인 루쿨리아족(luculia族, 학명: Luculieae 루쿨리에아이[*])에 속하는 유일한 속이다.

## 하위 분류
- L. grandifolia Ghose
- L. gratissima (Wall.) Sweet
- L. pinceana Hook.
- L. yunnanensis S.Y.Hu